# Buzón

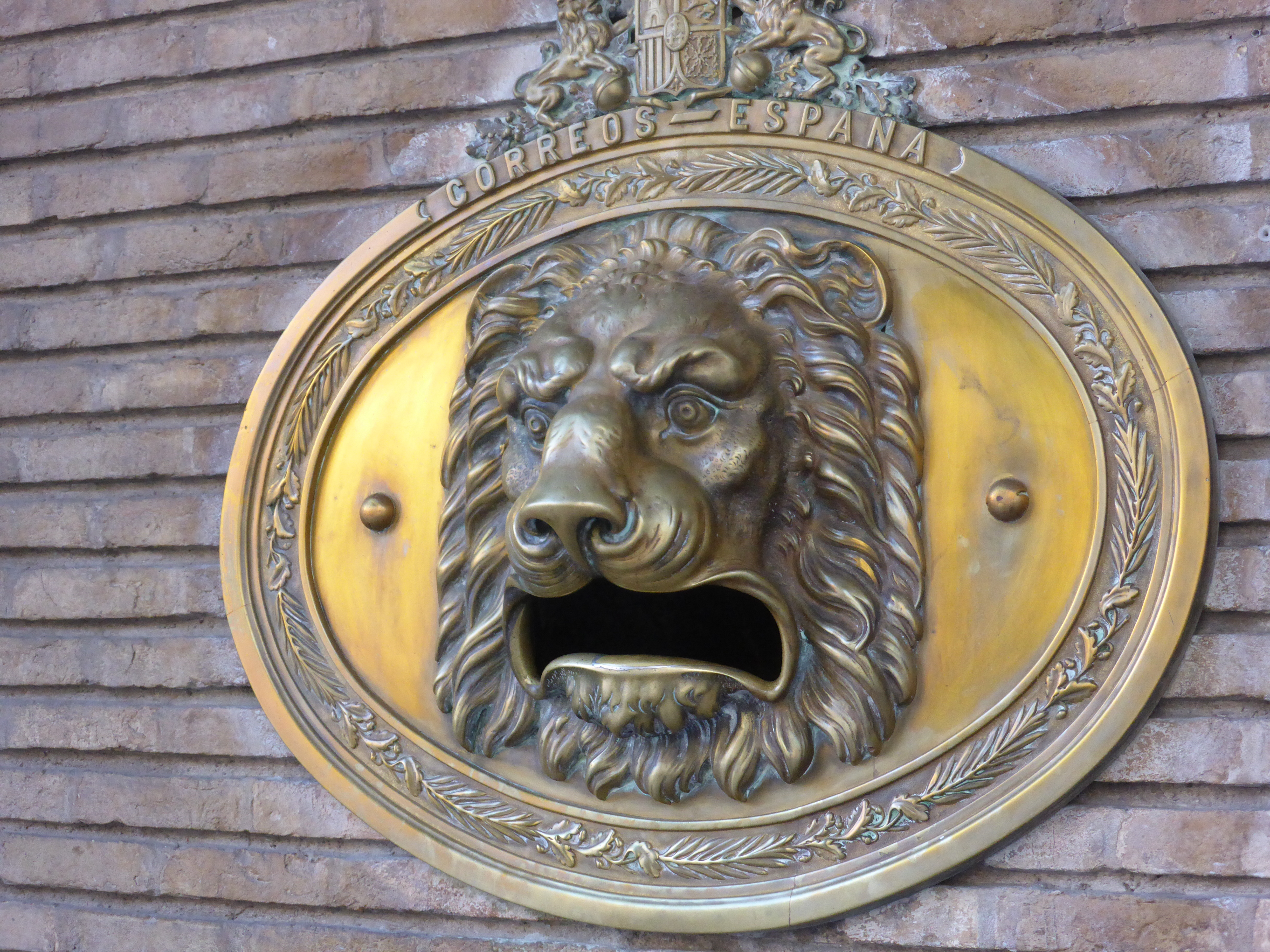
Buzón en la oficina principal de Correos en Zaragoza, España.

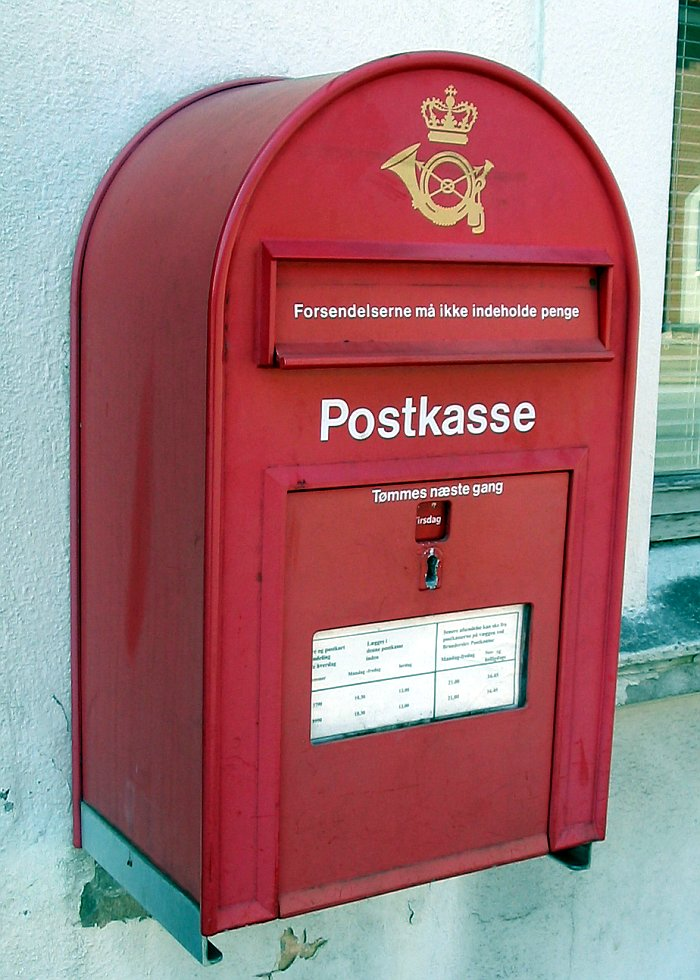
Buzón de correos, en Dinamarca.

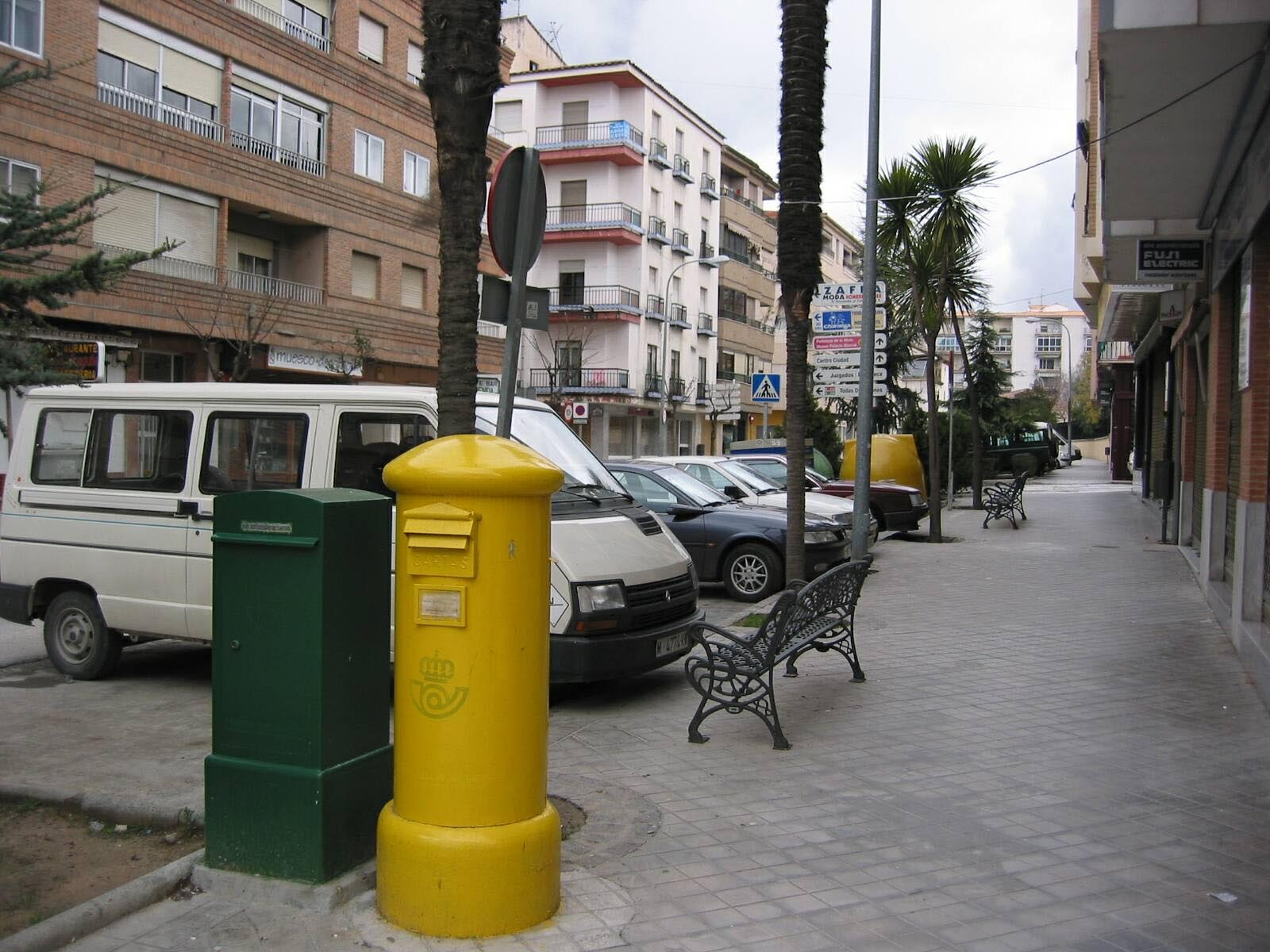
Buzón de correos en color amarillo junto al modelo verde, en Alcalá la Real, Jaén, España.

Un buzón es la abertura por la que se echan las cartas y papeles para el correo, y la caja alargada o receptáculo donde caen los papeles echados. Los buzones pueden ser públicos o privados.

## Tipos de buzones

### Buzón de correos
Los buzones de correos son los receptáculos que instala el servicio de correos en la calle o en locales públicos para que los ciudadanos depositen sus cartas y postales. Los buzones públicos se colocan en zonas de paso y se suelen pintar en colores llamativos para facilitar su localización. 
Los buzones han cumplido una importante labor social durante siglos; sin embargo, recientemente, con el auge de la informática y el masivo uso del correo electrónico el buzón de correos ha entrado en declive.
En España los buzones más difundidos son un modelo cilíndrico de color amarillo, y un modelo rectangular de color Azul anteriormente verde, que tiene la función de apoyo a los carteros. Aunque a éste se lo conoce como buzón de proximidad, no es exactamente un buzón, ya que no dispone de ranura para el depósito del correo. Es un receptáculo de hierro, donde se dejan sacas para los carteros de a pie que tienen una ruta demasiado larga como para llevar todos los envíos a la vez en el carrito.

### Buzones privados
Estos buzones se colocan a las puertas de las viviendas y los utilizan los carteros para depositar el correo ordinario. También sirven para recibir la publicidad que se reparte por el método de buzoneo. 
Existen numerosos modelos de buzones. Por su forma, pueden ser verticales u horizontales y se fabrican tanto en madera como en diferentes tipos de metal: aluminio, chapa de acero, etc. Algunos presentan la puerta en plástico traslúcido lo que permite comprobar la llegada del correo sin necesidad de abrirlo. Por su parte, los modelos diseñados para el exterior se fabrican en plástico o metal con tratamiento anti-corrosión. Estos suelen estar decorados con tejadillo o algún motivo animal o campestre si van destinados al jardín presentándose en diferentes formas y colores.

### Buzones inteligentes
Estos nuevos buzones gozan de lo último en tecnología. Suelen estar conectados a una aplicación móvil a través de la cual se comunica la recepción de un paquete. De esta manera, el propietario no necesita estar pendiente del mensajero para recoger su correspondencia. El repartidor dejará el paquete en el buzón y se notificará a su propietario mediante la aplicación móvil. Estos buzones aportan una serie de comodidades como que los paquetes permanecen seguros hasta poder ser recogidos y que la persona que espera su paquete, no tiene que estar pendiente del repartidor. En España, algunas compañías que trabajan este tipo de buzones son Amazon, Correos, Citibox o Send2me, por ejemplo. Mientras que los buzones inteligentes de Amazon y Correos se instalan en lugares públicos, los buzones inteligentes de Citibox y Send2me se instalan en edificios comunitarios de carácter privado. 

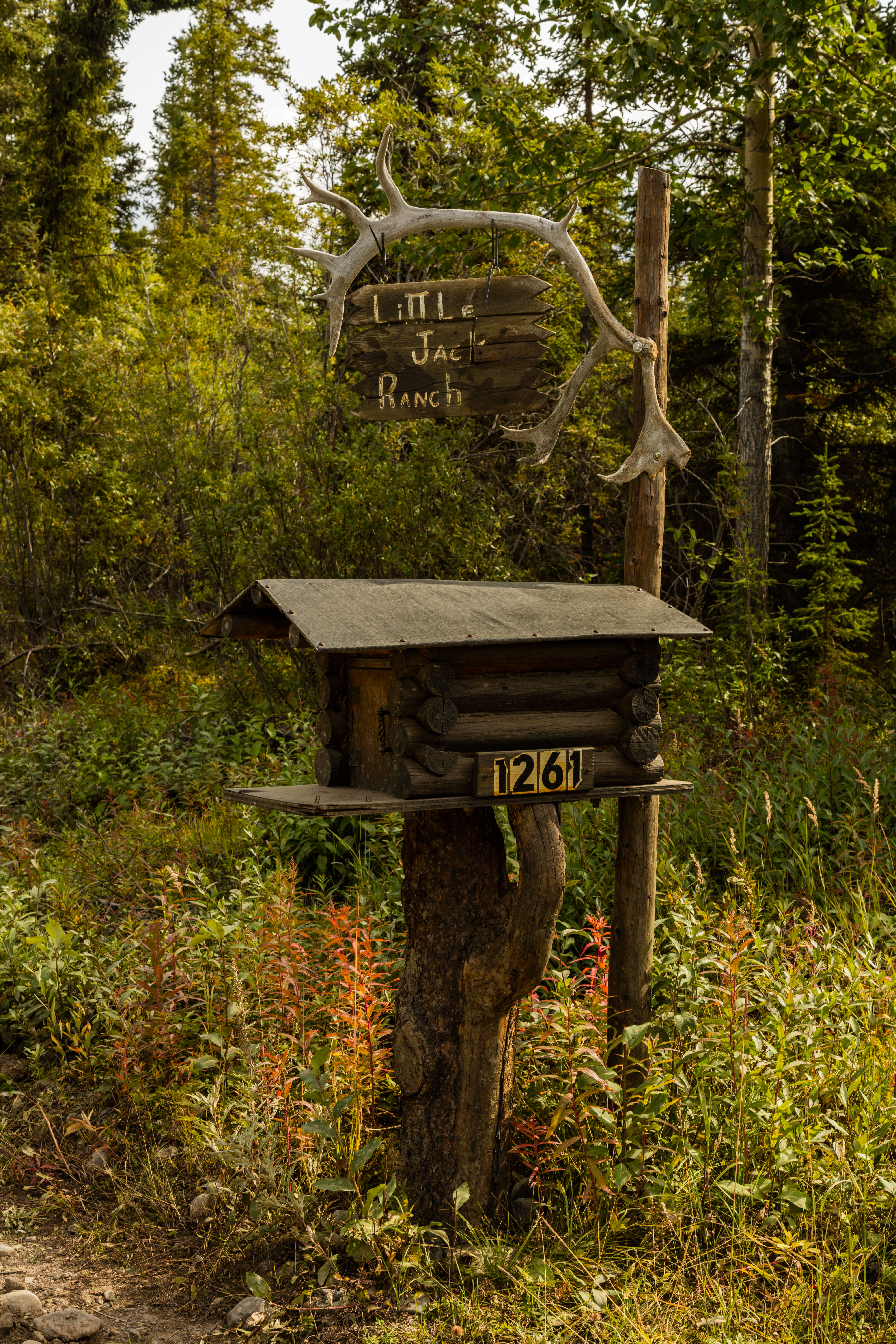
Original buzón privado en Alaska, EE. UU.

## Buzones virtuales
Buzón de voz
Se llama buzón de voz al dispositivo electrónico que recoge mensajes hablados. Utilizado tanto en telefonía móvil como fija, su uso se ha extendido enormemente con la proliferación de los teléfonos portátiles y el aumento del tiempo de estancia fuera de casa. El uso del buzón de voz está ligado al contestador automático. Este dispositivo recibe la llamada recitando un mensaje de bienvenida que puede ser el mensaje estándar grabado por el fabricante o puede personalizarse por el usuario.
Buzón electrónico
Se llama buzón electrónico al depósito que sirve para almacenar correos electrónicos.

## Galería

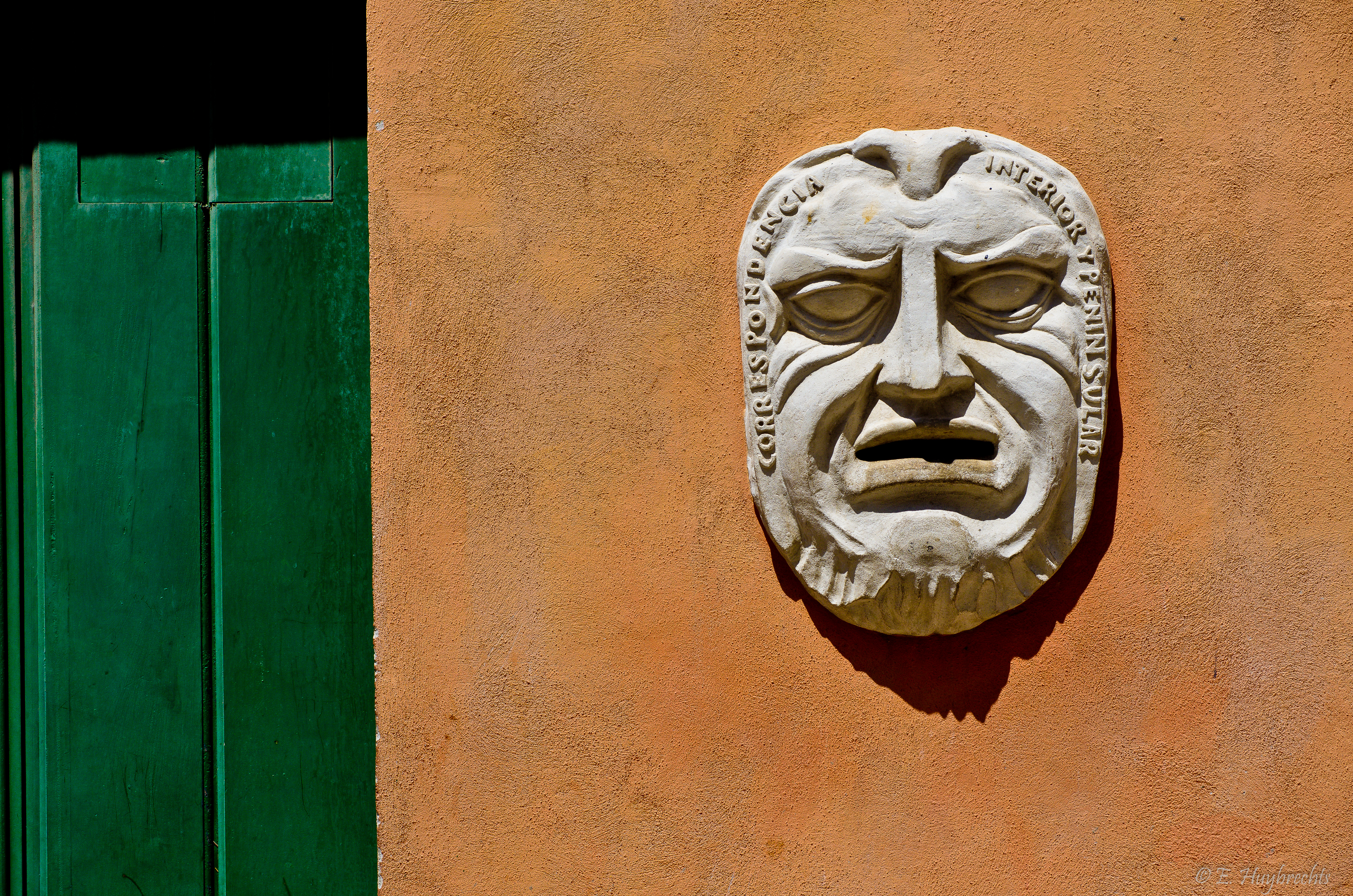
Buzón en La Habana, Cuba.
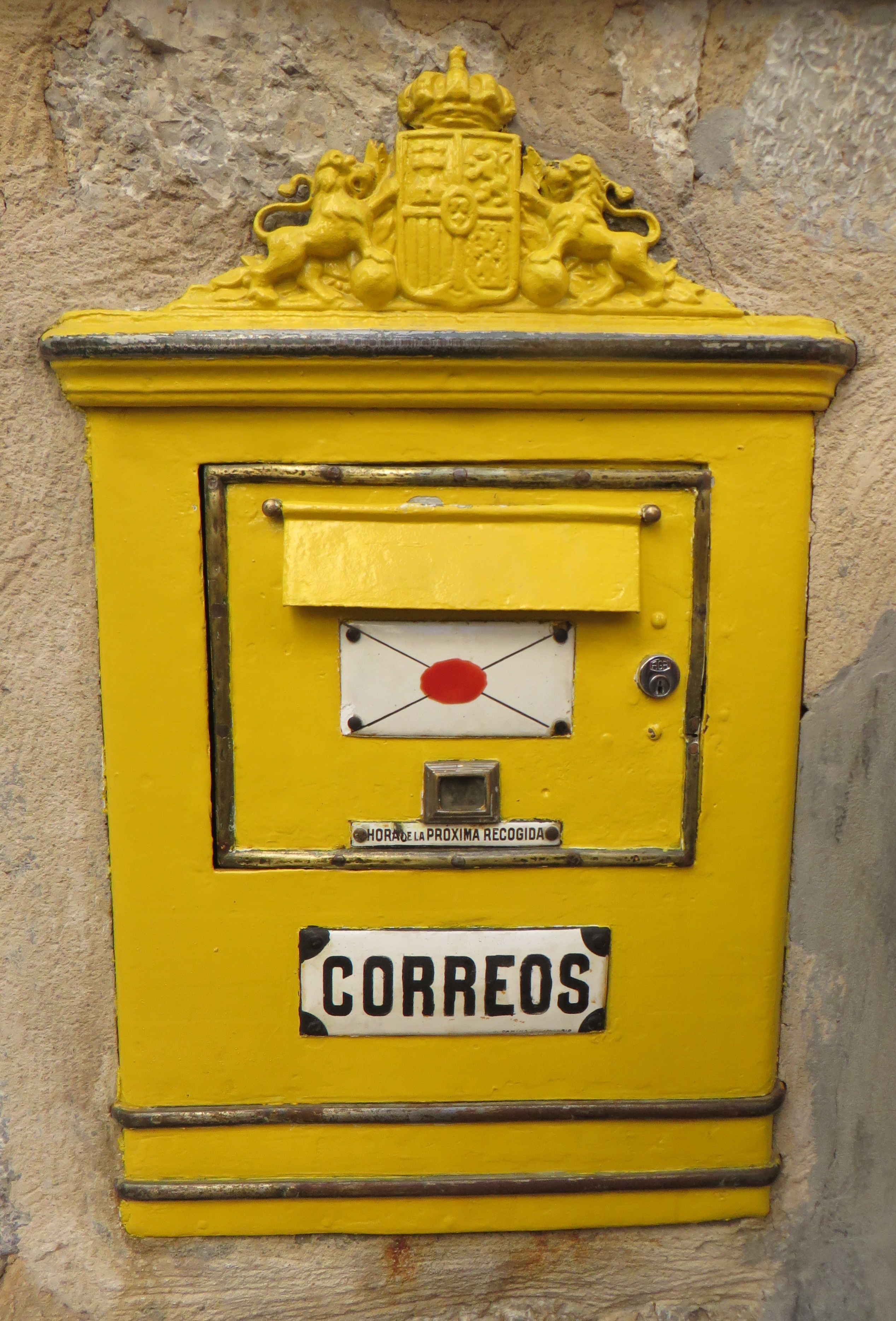
Buzón antiguo en Mallorca, España.
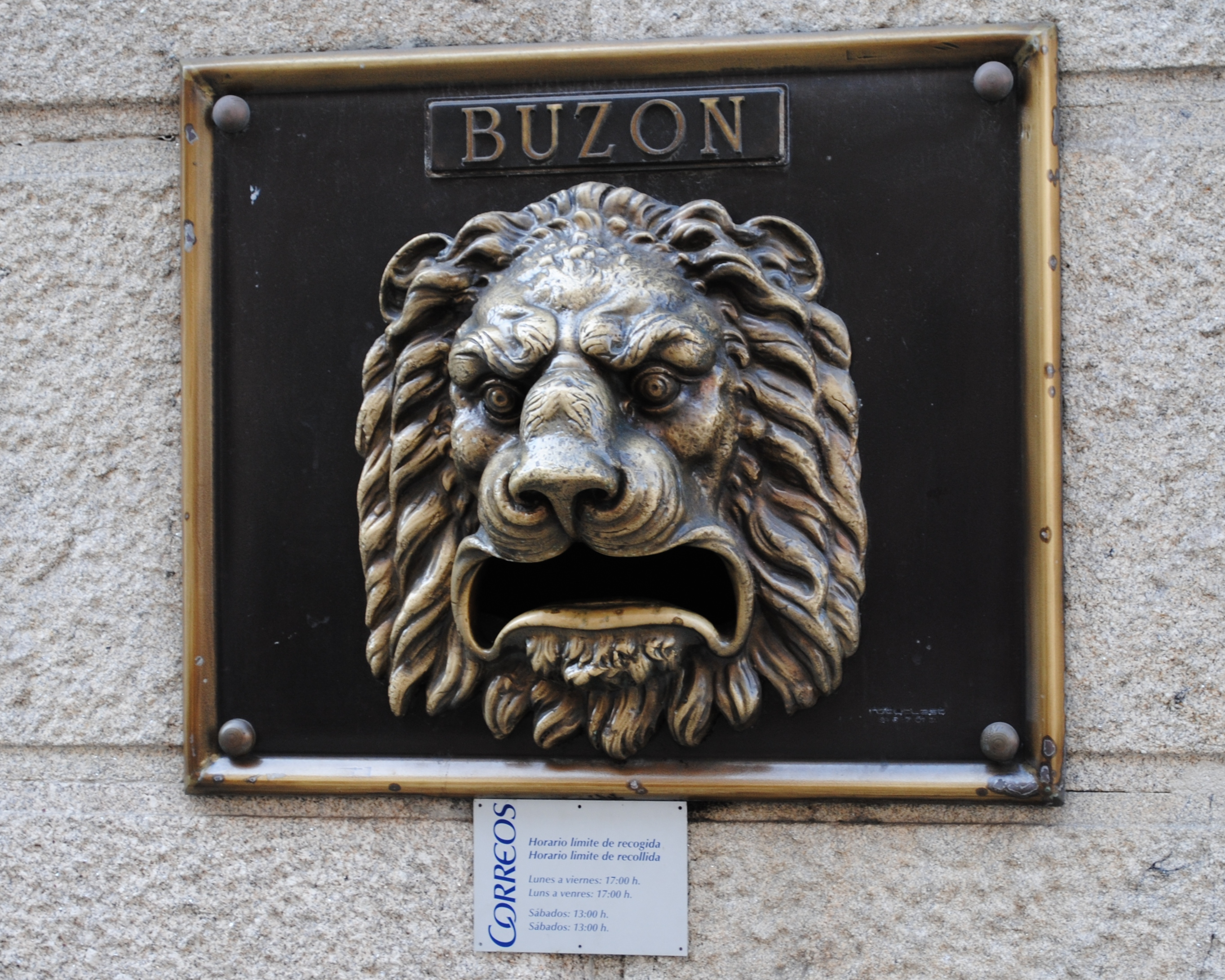
Buzón clásico en la Casa de Correos y Telégrafos de Vigo, España.
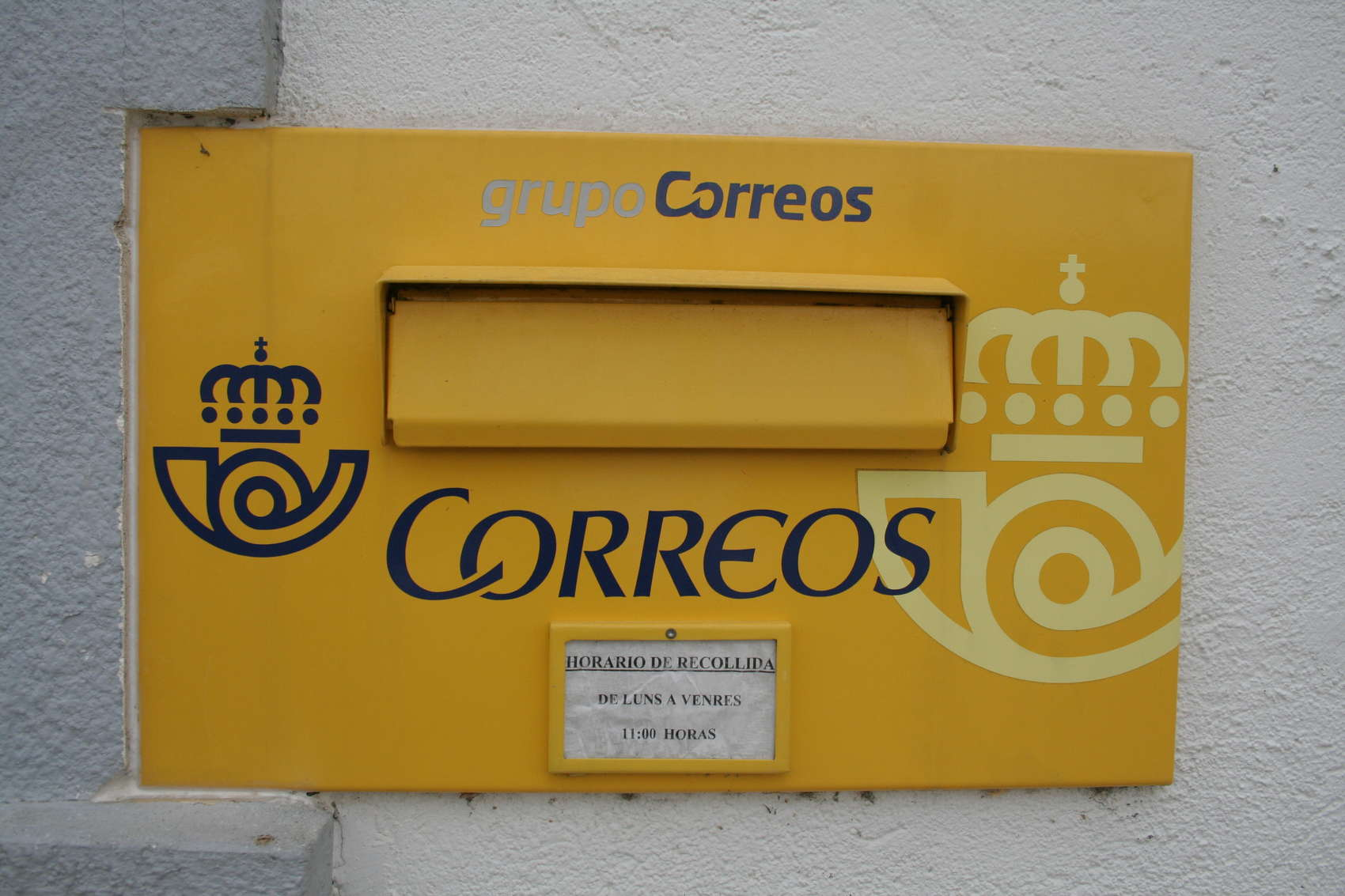
Buzón moderno, en Lovios o Lobios, Galicia, España.